# Bundesliga de 2003–04
Bundesliga de 2003–04 foi a edição de número 41 do Campeonato Alemão de Futebol. Teve como campeão o Werder Bremen, que conquistou o quarto título de sua história.

## Classificação final
| Pos. | Equipe                   | J  | V  | E  | D  | GM | GS | SG  | Pts |
| ---- | ------------------------ | -- | -- | -- | -- | -- | -- | --- | --- |
| 1    | Werder Bremen (C)        | 34 | 22 | 8  | 4  | 79 | 38 | 41  | 74  |
| 2    | FC Bayern München        | 34 | 20 | 8  | 6  | 70 | 39 | 31  | 68  |
| 3    | Bayer Leverkusen         | 34 | 19 | 8  | 7  | 73 | 39 | 34  | 65  |
| 4    | VfB Stuttgart            | 34 | 18 | 10 | 6  | 52 | 24 | 28  | 64  |
| 5    | VfL Bochum               | 34 | 15 | 11 | 8  | 57 | 39 | 18  | 56  |
| 6    | Borussia Dortmund        | 34 | 16 | 7  | 11 | 59 | 48 | 11  | 55  |
| 7    | Schalke 04               | 34 | 13 | 11 | 10 | 49 | 42 | 7   | 50  |
| 8    | Hamburger SV             | 34 | 14 | 7  | 13 | 47 | 60 | −13 | 49  |
| 9    | Hansa Rostock            | 34 | 12 | 8  | 14 | 55 | 54 | 1   | 44  |
| 10   | VfL Wolfsburg            | 34 | 13 | 3  | 18 | 56 | 61 | −5  | 42  |
| 11   | Borussia Mönchengladbach | 34 | 10 | 9  | 15 | 40 | 49 | −9  | 39  |
| 12   | Hertha BSC               | 34 | 9  | 12 | 13 | 42 | 59 | −17 | 39  |
| 13   | SC Freiburg              | 34 | 10 | 8  | 16 | 42 | 67 | −25 | 38  |
| 14   | Hannover 96              | 34 | 9  | 10 | 15 | 49 | 63 | −14 | 37  |
| 15   | 1. FC Kaiserslautern     | 34 | 11 | 6  | 17 | 39 | 62 | −23 | 36  |
| 16   | Eintracht Frankfurt      | 34 | 9  | 5  | 20 | 36 | 53 | −17 | 32  |
| 17   | TSV 1860 Munich          | 34 | 8  | 8  | 18 | 32 | 55 | −23 | 32  |
| 18   | 1. FC Köln               | 34 | 6  | 5  | 23 | 32 | 57 | −25 | 23  |

| (C) | Campeão 2003/04                                                   |
|     | Classificado para a Liga dos Campeões da UEFA (Fase de grupos)    |
|     | Classificado para a Liga dos Campeões da UEFA (Fase eliminatória) |
|     | Classificado para a Copa da UEFA                                  |
|     | Classificado para a Copa Intertoto da UEFA                        |
|     | Despromovido para a 2. Bundesliga                                 |

Pos = Posição final, J = Jogos disputados, V = Vitórias conquistadas, E = Empates, D = Derrotas, GM = Golos marcados, GS = Golos sofridos, SG = Saldo de golos, Pts = Pontos

## Premiação
| 1. Fußball-Bundesliga 2003-2004   |
| Bremen                            |
| --------------------------------- |
| WERDER BREMEN Campeão (4º título) |

## Artilharia
|    | País          | Jogador          | Clube             | Gols |
| -- | ------------- | ---------------- | ----------------- | ---- |
| 1  | Brasil        | Aílton           | Werder Bremen     | 28   |
| 2  | Países Baixos | Roy Makaay       | FC Bayern München | 23   |
| 3  | Alemanha      | Martin Max       | Hansa Rostock     | 20   |
| 4  | Bulgária      | Dimitar Berbatov | Bayer Leverkusen  | 16   |
| 4  | Irã           | Vahid Hashemian  | VfL Bochum        | 16   |
| 4  | Chéquia       | Jan Koller       | Borussia Dortmund | 16   |
| 4  | Brasil        | Ewerthon         | Borussia Dortmund | 16   |
| 8  | Argentina     | Diego Klimowicz  | VfL Wolfsburg     | 15   |
| 9  | Brasil        | França           | Bayer Leverkusen  | 14   |
| 10 | Croácia       | Ivan Klasnić     | Werder Bremen     | 13   |
| 10 | Dinamarca     | Peter Madsen     | VfL Bochum        | 13   |